# Ламбоглија (Порторико)
Ламбоглија (шп. Lamboglia) град је у америчкој острвској територији Порторико, острвској држави Кариба.

## Демографија
По попису из 2010. године број становника је 1.050, што је 71 (-6,3%) становника мање него 2000. године.
| Група             | 2000.         | 2010.         |
| Белци             | 10 (0,9%)     | 3 (0,3%)      |
| Афроамериканци    | 274 (24,4%)   | 318 (30,3%)   |
| Азијати           | 0 (0,0%)      | 1 (0,1%)      |
| Хиспаноамериканци | 1.111 (99,1%) | 1.043 (99,3%) |
| Укупно            | 1.121         | 1.050         |